# ألبرتو باشليت
ألبرتو باشليت (بالإسبانية: Alberto Bachelet)‏ هو عسكري وسياسي تشيلي، ولد في 27 أبريل 1923 في سانتياغو في تشيلي، وتوفي بنفس المكان في 12 مارس 1974 بسبب نوبة قلبية.